# U.S. Highway 64
Der U.S. Highway 64 (kurz US 64) ist ein United States Highway in den Vereinigten Staaten. Der Highway beginnt in Arizona und verläuft durch weitere vier Bundesstaaten nach North Carolina. Er wurde im Jahr 1926 als einer der ersten U.S. Highways erbaut.

## Verlauf
Der Highway beginnt in der Nähe von Teec Nos Pos am US 160 und verläuft nach Osten nach New Mexico. In New Mexico kreuzt er insgesamt acht andere Highways und zwei Interstate Highways und führt durch Farmington (New Mexico). Dann verläuft er durch Oklahoma, wo er zwanzig Highways und fünf Interstates kreuzt und danach nach Arkansas. Nach Arkansas verläuft er durch Memphis (Tennessee), Chattanooga (Tennessee) und Raleigh (North Carolina) und endet dann bei Whalebone Junction am US 158 / North Carlina Highway 12.

## Weblinks

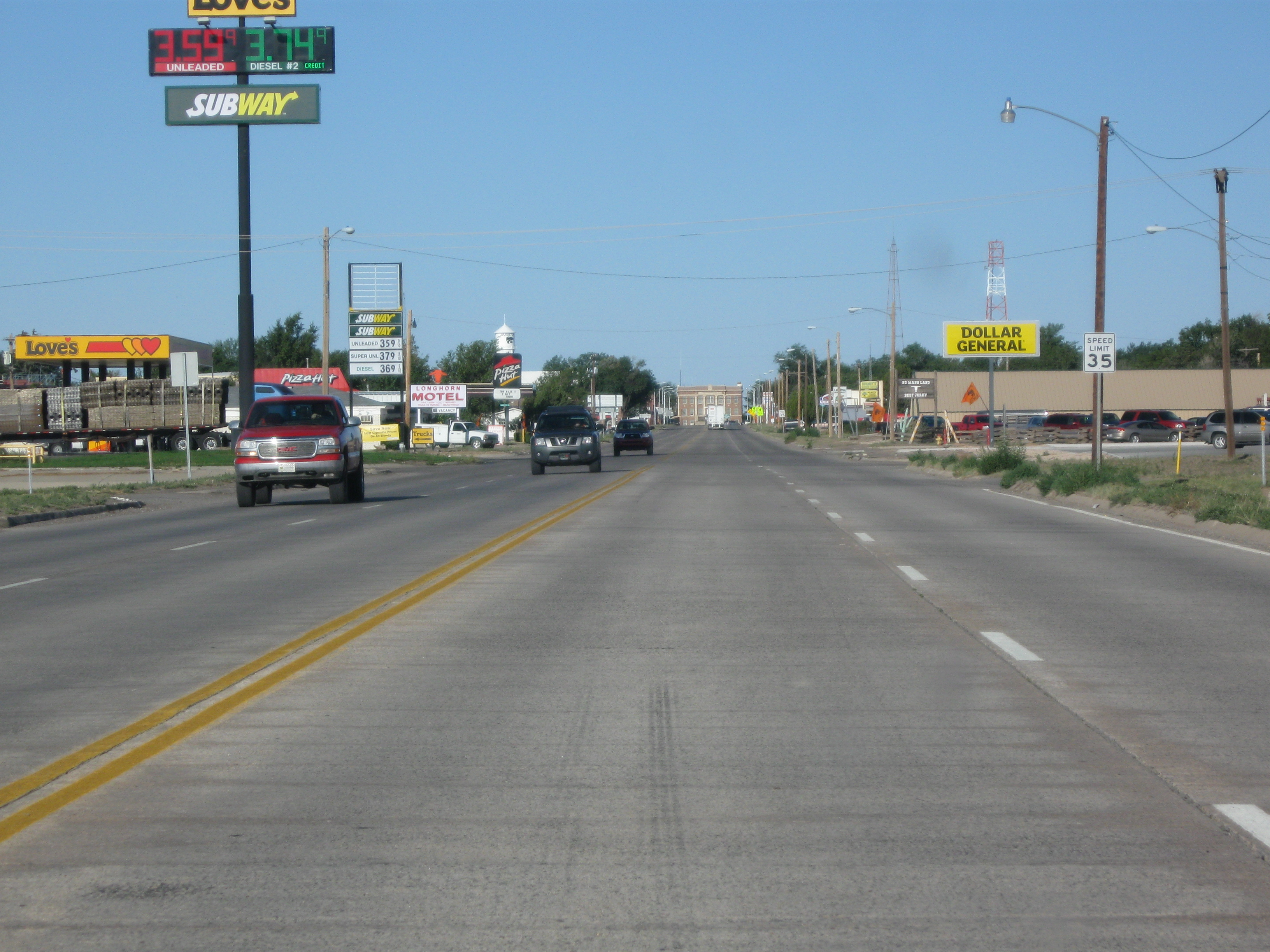
U.S. Highway 64 in Boise City (Oklahoma)